# 수정초등학교 (충북)
수정초등학교는 대한민국 충청북도 보은군에 있는 공립 초등학교이다.

## 학교 연혁
- 1970년 11월 24일: 설립인가
- 1971년 3월 1일: 법주분교장에서 수정국민학교 개교
- 1990년 3월 1일: 법주분교장 편입
- 1993년 3월 1일: 삼가분교장, 북암분교장 편입
- 2007년 3월 1일: 법주분교장 통합

## 참고 자료
- 수정초등학교 - 한국교육학술정보원 학교알리미